# 596996 Suhantzong
596996 Suhantzong è un asteroide della fascia principale. Scoperto nel 2006, presenta un'orbita caratterizzata da un semiasse maggiore pari a 2,8125537 au e da un'eccentricità di 0,0998583, inclinata di 16,80307° rispetto all'eclittica.